# How Can I Help You Say Goodbye
«How Can I Help You Say Goodbye» —en español: «Cómo puedo ayudarle a decir adiós»— es una canción escrita por Karen Taylor-Good y Burton Banks Collins. Fue grabado por primera vez por la cantante de música country estadounidense Patty Loveless para su álbum de 1993, Only What I Feel y lanzado en marzo de 1994 como cuarto sencillo. Una versión de la cantante, compositora y actriz estadounidense Laura Branigan fue lanzada más tarde ese mismo año en su último álbum de estudio, Over My Heart, y también se lanzó como sencillo. La canción se incluyó más tarde en el álbum de grandes éxitos de Branigan de 1995, The Best of Branigan.
La canción también está grabada por Melanie Safka en algunas versiones diferentes. Fue lanzado por primera vez en el CD doble Silvery Anniversary en 1993 y en algunos CD recopilatorios en 1999.

## Contenido
En los tres versos, la narradora describe con imágenes floridas tres experiencias de pérdida en su vida: alejarse de su mejor amiga cuando era niña, separarse de su marido cuando era adulta y la muerte de su madre. Cada vez, en el coro que se repite, su madre busca consolarla preguntándole "¿cómo puedo ayudarte a decir adiós?"

## Lanzamiento
El álbum de Loveless, Only What I Feel, había vendido más de 650.000 copias y había sido certificado como Álbum de Oro de la RIAA. Sony/Epic estaba recibiendo solicitudes de estaciones de radio para que esta canción se lanzara como sencillo, y en marzo de 1994 se lanzó. Esta canción subió en las listas y alcanzó el puesto número 3 en junio. También fue nominada a los premios Grammy de 1995 a la mejor interpretación vocal country femenina y a la mejor canción country. El vídeo musical que lo acompaña fue nominado tanto por la CMA como por la ACM como Vídeo del año 1995. La canción también fue nominada a canción del año en la duodécima edición de los premios anuales Music City News Country Songwriters Awards.

«How Can I Help You Say Goodbye» estuvo en la lista durante 20 semanas en la lista Billboard Hot Country Singles and Tracks, alcanzando el puesto número 3 durante la semana del 4 de junio de 1994.
| "Dejar atrás a un amigo de la infancia, he pasado por eso. He pasado por un divorcio y he perdido a uno de mis padres. He conocido las tres experiencias. Creo que esta canción es una forma de hacernos entender que hay que decir adiós. Es una palabra muy dura, pero forma parte de nuestras vidas."——Patty Loveless hablando de la canción. |

Burton Collins, que era actor en ese momento, nunca había escrito una canción antes de «How Can I Help You Say Goodbye». Le dijo a Country Weekly que su abuela le habló del título poco antes de su muerte en 1988. Después de que un amigo en común le presentó a Karen Taylor-Good, escribió la canción con ella. Collins dijo que él y Taylor-Good escribieron la canción en tres horas. 
Loveless dijo en una entrevista de 1993 que una carta de Collins le dio la fuerza para terminar la canción. "Me golpeó tan fuerte que lloraba cada vez que intentaba grabarlo. Me costó mucho superarlo". El poder universal de la canción se hizo evidente la primera vez que la interpretó, ante una audiencia de tipos malhumorados de los medios de comunicación en una convención en Nueva York. "Vi a este tipo romper, frotándose los ojos y tratando de controlar sus sentimientos, y me acerqué a él después del espectáculo y le dije: 'No quise hacerte llorar'". 

## Recepción de la crítica

### Versión de Patty Loveless
Larry Flick de Billboard escribió que "como lo ha demostrado una y otra vez, Loveless no tiene igual cuando se trata de acariciar una letra country. Póngala junto con una balada espectacular como esta y obtendrá algo realmente especial. Un corazón roto Nunca sonó tan bien." Jack Hurst del Chicago Tribune lo vio como "material excepcional" en el álbum, con "una letra muy conmovedora sobre los hitos de la vida".  Alanna Nash de Entertainment Weekly consideró que la cantante "alcanza su cenit artístico con las baladas conmovedoras", destacando "la enormemente envolvente" "How Can I Help You Say Goodbye".  Hoelzle y Smith del Informe Gavin señalaron: "Patty aparentemente estaba tan conmovida por esta canción que le costó trabajo interpretarla en el estudio. Su interpretación final conlleva toda esa emoción".  Jim Abbott de The Sentinel escribió: "Con diferencia, la canción más emotiva del álbum es" How Can I Help You Say Goodbye ", una balada sobre cómo dejar amigos de la infancia, el divorcio y la muerte afectan la relación entre una madre y su hija." 

### Versión de Laura Branigan
Después de que Laura Branigan lanzó su versión, Larry Flick de Billboard escribió: "Sin lugar a dudas, el momento más memorable del álbum de Branigan de 1993, Over My Heart, finalmente tiene una oportunidad de reproducirse en la radio. Branigan rara vez ha dado este tipo de impacto emocional sin levantarla". "Voz por encima de un tono melancólico. Una exploración desgarradora de la muerte y la pérdida merece la aceptación instantánea de los programadores adultos contemporáneos".  Chuck Eddy de Entertainment Weekly dijo: "Hoy en día, Branigan está venciendo a Celine Dion en el propio juego de Dion", y agregó que "todavía está desgarrando corazones, especialmente cuando recuerda el día en que su familia se alejó de su mejor amiga en un '59". camioneta."  Fell y Rufer del Informe Gavin comentaron: "Si todavía existe una" canción de mujer ", esta ciertamente calificaría". Afirmaron que Branigan "se lo toma en serio con una producción delicada que es única para el formato y el momento".  Chuck Campbell de Knoxville News Sentinel sintió que debería haber sido un éxito, declarándolo como "un poco melodramático (sobre una madre moribunda), pero Branigan lo expresó con simple gracia". 

## Lista de canciones
| \| 7" single[13] \| \| \| \| \| N.º \| Título \| Duración \| \| \| 1. \| «How Can I Help You Say Goodbye» \| 5:00 \| \| \| 2. \| «How About You» \| 2:41 \| \| |                                  |          |  |
| 7" single |                                  |          |  |
| N.º | Título                           | Duración |  |
| 1. | «How Can I Help You Say Goodbye» | 5:00     |  |
| 2. | «How About You»                  | 2:41     |  |

## Gráficos

### Gráficos de fin de año
| Lista (1994)                     | Posición |
| -------------------------------- | -------- |
| US Hot Country Songs (Billboard) | 48       |